# مركز هرتسليا متعدد التخصصات
مركز هرتسليا متعدد التخصصات (بالعبرية: המרכז הבינתחומי הרצליה يختصر IDC هرتسليا) هو مؤسسة خاصة، لا تهدف للربح، غير طائفية جامعة بحثية في هرتسليا، إسرائيل. وقد تأسست في عام 1994 من قبل أوريل ريتشمان. [1] تقع في هرتسليا، في منطقة تل أبيب، وتصنف كمؤسسة غير مدرجة في الميزانية الأكاديمية المستقلة. [2]
IDC هرتسليا لديها 8000 من الطلاب المسجلين حاليا للحصول على درجة البكالوريوس والدراسات العليا، بما في ذلك 2000 طالب أجنبي من 86 بلدا في جميع أنحاء العالم.
في عام 2014 صنفت IDC هرتسليا المؤسسة الأكاديمية الأنجح في إسرائيل وخارج الولايات المتحدة، لتحتل المرتبة الأولى في إسرائيل واحد وعشرين في العالم. [3] وفي العام نفسه حقق خريجي القانون IDC أعلى نسبة النجاح في امتحان وطني عام يضم جميع المؤسسات الأكاديمية الإسرائيلية. [4] وعلاوة على ذلك، وقد صنفت في IDC هرتسليا الأول من 66 مؤسسة أكاديمية إسرائيلية من حيث ارتياح ورضا الطلاب فيها لمدة أربع سنوات متتالية. [5] وبالإضافة إلى ذلك، كانت IDC هرتسليا المؤسسة الأكاديمية الوحيدة في العالم الذي فاز جان بيكتيت الدولية المنافسة القانون الإنساني الدولي، التي تنظم من قبل اللجنة الدولية للصليب الأحمر، في سنوات متتالية، وفاز فيه مرتين في عامي 2010 و2011. [ 6]

## تاريخها
ويقع الحرم الجامعي في هرتسليا، على بعد ستة أميال إلى الشمال من تل أبيب، على أرض كانتسابقا قاعدة للقوات الجوية الإسرائيلية .
كانت المرحلة الأولى في مركز هرتسليا محدد بـ 360 طالبا. على مر السنين، وقد انضم أساتذة كبار من إسرائيل والولايات المتحدة إلى أعضاء هيئة التدريس، كما تم افتتاح مدرسة أخرى للهيئة الطلابية إلى 6,500. تأسست مؤسسة آي دي سي هرتسليا على بتوجه أنها كلية مستقلة غير ربحية غير مقيدة بالبيروقراطية وأي أجندة خارجية يمكن أن تقدم مساهمة كبيرة في المجتمع الإسرائيلي والقيادة في المستقبل. تقدم IDC برامج درجة متعددة التخصصات المبتكرة بحيث توظف تكنولوجيا المعلومات المتقدمة مع إبراز فهم سليم للمنطقة وأهميتها الجيوسياسية في العالم.
شعار IDC هرتسليا هو «الحرية والمسؤولية». [7] ويستند شعار المدرسة مفهوم تيودور هرتزل، والد الصهيونية الحديثة، الذي اقترح الدولة اليهودية.
في عام 2012، ساعدت إسرائيل للكيماويات على تأسيس مدرسة الاستدامة، والتي ستركز على تطوير الأعمال التي تحدث وعيا بيئيا وروح المبادرة. وسوف يتم منح الخريجين شهادة البكالوريوس في دراسات الاستدامة. [8]

## الإدارة
أوريل ريتشمان، رئيس ومؤسس مؤسسة آي دي سي هرتسليا، حاصل على دكتوراه من جامعة شيكاغو وهو العميد السابق لكلية الحقوق في جامعة تل أبيب. رافي ملنيك هو عميد. [9] أمنون روبنشتاين، رئيس لجنة التعيينات، هو وزير إسرائيلي سابق للتعليم. أهارون باراك الرئيس الفخري للمحكمة العليا الإسرائيلية، وهو عضو في اللجنة الأكاديمية العليا ومحاضر في كلية Radzyner القانون في IDC.

## معاهد
تقدم IDC هرتسليا درجة في القانون، والأعمال التجارية، والحكومة، وعلوم الكمبيوتر والاتصالات والاقتصاد وعلم النفس. برامج متعددة التخصصات IDC هرتسليا تزويد الطلاب مع المعرفة المتعمقة في مجالات دراستهم والقدرة على العمل بفعالية في مختلف التخصصات.
يتكون IDC هرتسليا من :مدرسة راد زينرالقانون، مدرسة أريسون من الأعمال، مدرسة إيفي رازي للعلوم الحاسوب، مدرسة لودر لحكومة والدبلوماسية والاستراتيجية، مدرسة سامي عوفر الاتصالات، مدرسة باروخ إيفشر لعلم النفس، كلية تيومكين للاقتصاد، كلية الاستدامة تأسست من قبل إسرائيل للكموايات، ICL وORL، والمدرسة الدولية ريكاناتي رافائيل (RRIS).

## المدرسة الدولية رافائيل ريكاناتي
المدرسة الدولية ريكاناتي رافائيل (RRIS) تقدم برامج في اللغة الإنجليزية للطلاب الأجانب. الطلاب الدوليين يعلمون جنبا إلى جنب مع الطلاب الإسرائيليين وتشاركون في جميع جوانب الحياة في الحرم الجامعي. نمت مدرسة رافائيل ريكاناتي الدولية بشكل كبير والآن تشكل ربع من الهيئة الطلابية في IDC هرتسليا.
البرامج التي تقدمها المدرسة الدولية ريكاناتي رافائيل RRIS:
- برنامج إدارة الأعمال (بكالوريوس وماجستير في إدارة الأعمال العالمية)؛
- إدارة الأعمال والاقتصاد (بكالوريوس تخصص مزدوج)؛
- برنامج الحكومة (BA & MA)؛
- الحكومة والاستدامة (BA تخصص مزدوج)؛
- برنامج الاتصالات (BA).
- علم النفس (BA).
- علم النفس الاجتماعي (MA)؛
- السلوك التنظيمي والتنمية (MA)؛
- علوم الحاسب الآلي (البكالوريوس)؛
- الاقتصاد المالي (MA)؛
- برامج التبادل

برامج خاصة:
قالب:شعبة العقيد
- برنامج ريادة الأعمال زيل
- برنامج زملاء أرغوف في القيادة والدبلوماسية
- برنامج القيادة رابين
- المنتدى اوفيك عن المشاركة في قضايا الأمن والاجتماعي
- يكرم المسار في اتخاذ القرار والاستراتيجية
- مركز نيفزلين للدراسات اليهودية الشعوبية
- إن إسرائيل في برنامج القلب

## مراكز البحوث
مركز هرتسليا متعدد التخصصات هي موطن ل23 معهد ومركز بحثي:
- Advanced Reality Lab
- Asper Institute for New Media Diplomacy
- Center for European Studies
- Center for Internet Psychology (CIP)
- Deepness Lab
- Entrepreneurship Center
- Fact Center
- Gazit-Globe Real Estate Institute
- Global Research in International Affairs (GLORIA)
- IDC Elevator
- IDC Institute for LD and ADHD
- IDC Social Cognition and Psychophysiology Laboratory
- Institute for Counter-Terrorism (ICT)
- Institute for Policy and Strategy (IPS)
- Maytiv Center
- Media Innovation Lab (miLAB)
- Nevzlin Center for Jewish Peoplehood Studies
- POPDM – Political Psychology and Decision Making
- Program in Applied Decision Analysis (PADA)
- Project for New Governance in Israel
- Program in Political Psychology
- Rothschild Caesarea Center for Capital Markets and Risk Management
- The Zvi Meitar Institute for Legal Implications of Emerging Technologies نسخة محفوظة 15 يوليو 2015 على موقع واي باك مشين.
- Daniel Pearl International Journalism Institute
- Unit for Applied Neuroscience

‌